# Аморозу Лима, Алсеу
Алсеу Аморо́зу Ли́ма (порт. Alceu Amoroso Lima; 11 декабря 1893, Петрополис — 14 августа 1983, Рио-де-Жанейро) — бразильский писатель, публицист, журналист, общественный деятель, считающийся основоположником христианской демократии в Бразилии. С 1919 года пользовался псевдонимом Тристан ди Атаиди (Tristão de Ataíde). 
Профессор Бразильского университета (с 1939 года) и Католического университета в Рио-де-Жанейро (с 1940 года). Член Бразильской академии литературы (1935), иностранный член французской Академии моральных и политических наук (1967).
Обратившись в 1928 году в католицизм, вскоре возглавил Католическое действие в Бразилии. Хотя изначально испытывал некоторое сочувствие к целям бразильского интегрализма, затем превратился в убеждённого противника авторитаризма вообще и фашизма в частности, одного из идеологов левого крыла бразильской католической церкви, сторонника аграрной реформы, противника насилия в отношении народных выступлений и защитника свободы слова в период военной диктатуры. Автор литературно-критических работ в духе импрессионизма и сочинений по вопросам религии, написанных с позиций неотомизма.

## Биография
Алсеу Аморозу Лима родился в семье из среднего класса в Рио, рос «атеистом и якобинцем», учился в колледже Педру II и окончил факультет юридических и социальных наук Университета Рио-де-Жанейро в 1913 году. Тогда отправился в Париж, где потрясение от Первой мировой войны заставил его уйти от позитивизма к идеям Г. К. Честертона, Жака Маритена и своего земляка Джексона де Фигейреду.
После спора с последним Лима обратился в католицизм и с 1928 года стал президентом бразильского католического центра «Дон Витал» (Dom Vital Center), который возглавлял до 1968 года, и директором католического журнала «Орден», транслировавших тогда антикоммунистические, антилиберальные и антимодернистские идеи. Параллельно он был управляющим компании Cometa, унаследованной от отца. Женился на Марии Терезе де Фариа, дочери писателя Альберто Фариа.
Стал секретарём Католической избирательной лиги, созданной кардиналом-архиепископом Рио Себастьяном Леми да Силвейра Синтрой накануне выборов в 1933 году. Возглавлял Национальную хунту Католического действия, основанную в 1935 году, до 1945 года. Основал Католический институт перспективных исследований (в 1932 году) и частный Университет святой Урсулы в Рио-де-Жанейро (в 1937 году).
Около 1930 года Аморозу Лима ещё был близок к бразильскому интегрализму, фашистскому движению Плинио Сальгадо (от которого отошёл под влиянием переписки с Жаком Маритеном), и делал заявления, окрашенные антисемитизмом, однако затем его общественно-политические взгляды двигались влево.
В 1947 году выступил одним из основателей Христианско-демократической организации Америки (ODCA) (среди прочих соучредителей был будущий президент Чили Эдуардо Фрей Монтальва). Вместе с известным своими левыми взглядами архиепископом Элдером Камарой представлял Бразилию на Втором Ватиканском соборе. С 1967 по 1972 год был членом Папского совета по вопросам справедливости и мира. В годы военной диктатуры в Бразилии (1964—1985 гг.) подвергал резкой критике цензуру.
Был профессором социологии в нормальной школе Рио, политической экономии на факультете юриспруденции и бразильской литературы в Бразильском университете и Папском католическом университете Рио-де-Жанейро, а затем ректором Университета федерального округа. Почётный доктор права Вашингтонского католического университета и Католического университета в Сантьяго (Чили). Также состоял членом Национального совета по образованию. Читал лекции по «бразильской цивилизации» в Сорбонне и в Соединенных Штатах в 1950-х годах. Член-корреспондент литературных академий Аргентины и Уругвая. Награждён премией имени Жука Пату (1964) и литературной премией Жабути (1979).

## Основные произведения
- Estudos — Segunda série (1927)
- Política (1932)
- Idade, sexo e tempo (1938)
- Elementos de ação católica (1938)
- Mitos de nosso tempo (1943)
- O problema do trabalho (1946)
- Meditações sobre o mundo interior (1953)
- O existencialismo e outros mitos de nosso tempo (1951)
- O gigantismo econômico (1962)
- O humanismo ameaçado (1965)
- Os direitos do homem e o homem sem direitos (1975)
- Revolução Suicida (1977)
- Tudo é mistério (1983)